# Ilia Tsipurski
Ilia Tsipurski (26 de agosto de 1934-3 de agosto de 2022) fue un deportista soviético que compitió en judo. Ganó una medalla de plata en el Campeonato Europeo de Judo de 1964, en la categoría de –80 kg amateur.

## Palmarés internacional
| Campeonato Europeo | Campeonato Europeo    | Campeonato Europeo | Campeonato Europeo |
| Año                | Lugar                 | Medalla            | Categoría          |
| ------------------ | --------------------- | ------------------ | ------------------ |
| 1964               | Berlín Oriental (RDA) | Medalla de plata   | –80 kg (A)         |